# Antanas Mockus
Aurelijus Rutenis Antanas Mockus Šivickas (Bogotá, 25 de marzo de 1952) es un matemático, político y filósofo colombiano de ascendencia lituana.
Fue alcalde de Bogotá en dos ocasiones, candidato a la vicepresidencia (1998) y a la presidencia de la República (2010- 2014). Fue senador de la República de Colombia de 2018 a 2020, tras obtener la segunda mayor votación en las elecciones legislativas de ese año. Fue también el presidente de la liquidada Corporación Visionarios por Colombia (Corpovisionarios), centro de pensamiento y acción sin ánimo de lucro que investiga, asesora, diseña e implementa acciones para lograr cambios voluntarios de comportamientos colectivos.
Con sus estudios sobre Filosofía y Matemáticas, ha logrado títulos como: magíster en Filosofía de la Universidad Nacional de Colombia, licenciado en Matemáticas y Filosofía de la Universidad de Dijon, doctor honoris causa de la Universidad de París XIII, y de la Universidad Nacional de Colombia.

## Biografía
Hijo de Alfonsas Mockus y la escultora y ceramista Nijolė Šivickas, inmigrantes originarios de Lituania, Antanas Mockus se graduó del Liceo Francés de Bogotá en 1969. Luego se trasladó a México y a Francia, donde estudió matemáticas. 
En 1972 se graduó de la Universidad de Borgoña (Dijon) y obtuvo una maestría en filosofía de la Universidad Nacional de Colombia en 1988, escribiendo una tesis sobre la noción de representación en la comprensión previa del ser como disponibilidad.

## Trayectoria profesional

### Universidad Nacional de Colombia
En 1975 Antanas Mockus fue nombrado instructor asistente adscrito al departamento de matemáticas en la facultad de ciencias de la Universidad Nacional de Colombia (UNAL). Entre 1977 y 1981 ejerció como instructor asociado y entre 1982 y 1988 fue profesor asistente en la UNAL. En la década siguiente fue miembro y director del grupo de investigación Federici que trabajó en el campo de la educación y la enseñanza de las ciencias en la UNAL.
Mockus fue designado rector general de la Universidad Nacional en 1991, tras haber sido vicerrector académico de la Universidad. En este mismo año fue uno de los miembros fundadores de la sociedad Colombiana de epistemología. Durante su administración, se hace notorio por diversas excentricidades y acciones polémicas como ir a su despacho en bicicleta, el incidente donde se le acusó de tomarse los genitales frente a una multitud, o el recordado episodio de bajarse los pantalones en el auditorio León de Greiff de la Universidad Nacional, para enseñar su trasero frente a un grupo de más de 1000 estudiantes manifestantes que le impedían hacer una alocución.
Después de esta inesperada intervención debe renunciar al cargo de rector.

### Carrera política

#### Alcalde de Bogotá (1995-1997)
Antanas Mockus se presentó como candidato independiente a la alcaldía en las elecciones locales de Bogotá de 1994. Con una campaña atípica y sin publicidad, fundada por el contrario en la doctrina de la cultura ciudadana, derrotó a su principal opositor Enrique Peñalosa. Como hecho curioso, en un debate realizado en la Universidad Nacional con Enrique Peñalosa, fueron agredidos por estudiantes, uno de los cuales golpeó a Mockus, cuando este, le había mostrado una tarjeta roja a otro estudiante en señal por su mala educación.
Su administración redujo los gastos de la administración central y capitalizó la Empresa de Energía de Bogotá (EEB), “operación sin la cual las finanzas distritales se habrían visto seriamente afectadas”. Tomó medidas impopulares como la sobretasa a la gasolina que le valieron la distinción como uno de los impulsores de la nueva Bogotá. Consiguió reducir las muertes violentas prohibiendo el uso de artefactos pirotécnicos por particulares y sobre todo implantando su más popular medida "La hora zanahoria". En términos generales esta norma de "cultura ciudadana" restringe la hora en la que legalmente deben cerrar los establecimientos de nocturnos o de expendio de licor.
Otras medidas conocidas en su gestión fue el "desarme total de la ciudad", criticado por el entonces comandante de las Fuerzas Militares General Harold Bedoya, utilizó mimos que enseñaban cultura ciudadana y la famosa tarjeta (haciendo referencia a las usadas por los árbitros de fútbol) como parte de la campaña Bogotá Coqueta.
Pero fue con la campaña de ahorro voluntario de agua, donde mejor demostró la eficacia de sus métodos pedagógicos aplicados a escala de masas.
Durante su gestión como alcalde no dejó de sorprender con apariciones excéntricas, como su boda en un circo con una trabajadora Social, llevando trajes fabricados en fique y montado en un elefante. También estas apariciones se dieron antes de su alcaldía como cuando utilizó trajes de superhéroe e incluso llegó a improvisar canciones de rap.
Para muchos bogotanos y colombianos fue el alcalde de Bogotá que más contribuyó a que los habitantes respetaran las normas de la ciudad, lo interesante de este logro fue que lo llevó a cabo a través de ingeniosas acciones lejos de la represión o las campañas tradicionales.

#### Aspiración presidencial de 1998
Renunció a su cargo de alcalde a principios de 1997, poco antes de terminar oficialmente su periodo de alcalde (siendo sucedido por el director del Instituto de Cultura y Turismo de esa época, el físico Paul Bromberg), para poder lanzarse a las elecciones presidenciales de 1998. Buscó nuevas maneras para subsistir, dio conferencias remuneradas y trabajó como reportero en un noticiero. En un principio se presentó como candidato a presidente, pero luego aceptó ser candidato a la vicepresidencia en complemento de Noemí Sanín, representante de la clase política tradicional  aunque disidente del Partido Conservador Colombiano. Durante la campaña presidencial volvió a protagonizar hechos escandalosos como el de arrojar agua a la cara del candidato Horacio Serpa durante un debate para ejemplificar uno de sus métodos pedagógicos.

#### Alcalde de Bogotá (2001-2004)
En las elecciones locales de Bogotá de 2000, Mockus regresó a la escena política como candidato nuevamente a la alcaldía, aunque avalado en esta ocasión por la Alianza Social Independiente (ASI), teniendo que pedir perdón al electorado capitalino por haber abandonado el cargo en su anterior administración; en pocos meses se convirtió en el único rival de la exministra María Emma Mejía, a quien terminó derrotando por más de 100.000 votos.
Un segundo mandato (enero de 2001 - enero de 2004) le permitió recuperar la imagen de político independiente y eficiente ante la opinión pública y lo impulsó a buscar la presidencia de la República. Continuó desarrollando y ensanchando el sistema de transporte Transmilenio por medio de buses articulados de Bogotá que fue implementado por Enrique Peñalosa a la vez que continuó otras obras inconclusas al final del periodo del mismo.
La alcaldía de Mockus terminó en 2004, para ser reemplazado por Luis Eduardo Garzón.

#### Año sabático
Mockus decidió abandonar sus actividades laborales, para poder viajar y dialogar alrededor del mundo. Después de pasar dos semanas en Kennedy School of Government en los Estados Unidos en 2004, Mockus regresó a Harvard como profesor visitante de lenguas romances para impartir clases de español en el segundo semestre del 2004.
En 2004, el diario Draugas escogió a Mockus como el lituano del año.
En 2005 fue investigador visitante del Nuffield College (Social Sciences) Oxford University.
En octubre del mismo año visitó por primera vez la comunidad lituana en Chicago, Illinois, la cual es la más grande fuera de Lituania, e hizo un discurso en lituano.

#### Aspiraciones presidenciales y parlamentarias de 2006
En las elecciones legislativas de Colombia de 2006 presentó su movimiento Visionarios con Antanas, pero fue derrotado y no obtuvo ninguna curul, ni en el Senado ni en la Cámara de Representantes. Pese a ello, continuó en campaña presidencial, con el partido de la Alianza Social Indígena. En las elecciones presidenciales de mayo del mismo año Mockus resultó cuarto, por detrás de Álvaro Uribe (presidente que, entonces, aspiraba a la reelección), Carlos Gaviria Díaz y Horacio Serpa.
Después de esto se dedicó a estructurar el proyecto de los Visionarios de la mano de los indígenas, con la intención de ganar adeptos más allá de Bogotá para aumentar lo que él califica como una minoría “extraña pero valiosa” (refiriéndose a aquellos que votaron por él), ya que según dice, ésta se dejó seducir sin las herramientas de la política tradicional (Sin publicidad, ni politiquería, ni promesas populistas). En 2007 para las elecciones regionales promovió la campaña Voto Vital que buscaba concienciar a los votantes de la importancia de pensar su voto.

#### Candidato presidencial por el Partido Verde en 2010

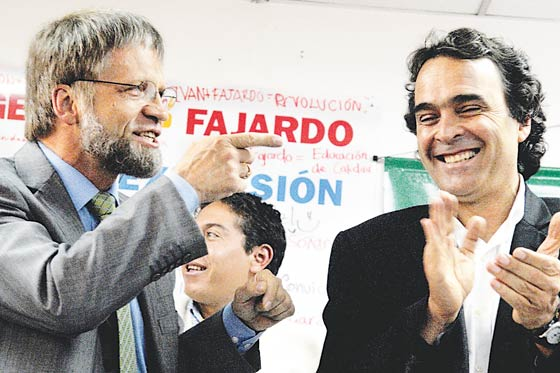
Antanas Mockus y Sergio Fajardo.

Desde septiembre de 2009, Mockus se adhirió al Partido Verde colombiano junto con los también exalcaldes de Bogotá Luis Eduardo Garzón y Enrique Peñalosa. Para escoger su candidato a la presidencia, se presentaron los tres exalcaldes para realizar una consulta popular, que se efectuaría durante las elecciones legislativas de 2010, fecha en la que también resultaron elegidos algunos senadores y representantes a la cámara del mismo partido, de la línea mockusiana salieron elegidos: John Sudarsky al Senado y Ángela María Robledo en la Cámara por Bogotá. Mockus resultó ganador de la elección primaria llevada a cabo el 14 de marzo de 2010, dejando en el segundo lugar a Peñalosa y en el tercer puesto a "Lucho" Garzón.
En los primeros días de abril de 2010 existió un acercamiento entre Mockus y Sergio Fajardo con el fin de unificar sus propuestas políticas para que Fajardo fuera la fórmula vicepresidencial de Mockus. Este último, se retiró de la contienda electoral de la que ya era candidato presidencial para pasar a ser el vicepresidente en la candidatura de Antanas Mockus por el Partido Verde. Las principales razones por las que aceptó el acuerdo programático fue por la falta de recursos para financiar la campaña y la compatibilidad de sus propuestas con las de Mockus. Sin embargo, la alianza solo se consolidó el 12 de abril de 2010 por petición del propio Fajardo. De forma provisional, estuvo inscrita Liliana Caballero como fórmula vicepresidencial de Mockus.
El 30 de mayo de 2010 Mockus obtuvo la segunda votación más alta con el 21.49% de los votos válidos, pero debido a que el candidato más votado, Juan Manuel Santos no obtuvo la mitad más uno del total de votos ambos concurrieron a una segunda vuelta el 20 de junio. En esta vuelta Mockus no alcanzó la presidencia, pero obtuvo 3.588.819 votos, es decir el 27,5% de los sufragios.
Es el protagonista del Documental La Vida es Sagrada junto a Katherine Miranda, que retrata lo que sucedió en el 2010 durante la OLA VERDE y porque posteriormente se adhiere a la campaña de Santos por la paz.

#### Abandono del Partido Verde y petición a Alianza Social Independiente
El 9 de junio de 2011 Antanas Mockus oficializó su salida del Partido Verde, rechazando el apoyo del expresidente de la república Álvaro Uribe y de su Partido de la U a su candidato a la alcaldía de Bogotá Enrique Peñalosa. Posteriormente Antanas se adhirió al partido Alianza Social Independiente (conocida como Alianza Social Indígena hasta julio de 2011) y el 10 de agosto se inscribió como candidato a la alcaldía de Bogotá con el aval de ese partido. Sin embargo, el 30 de septiembre renunció a su candidatura para apoyar a Gina Parody, quien sería derrotada por Gustavo Petro.

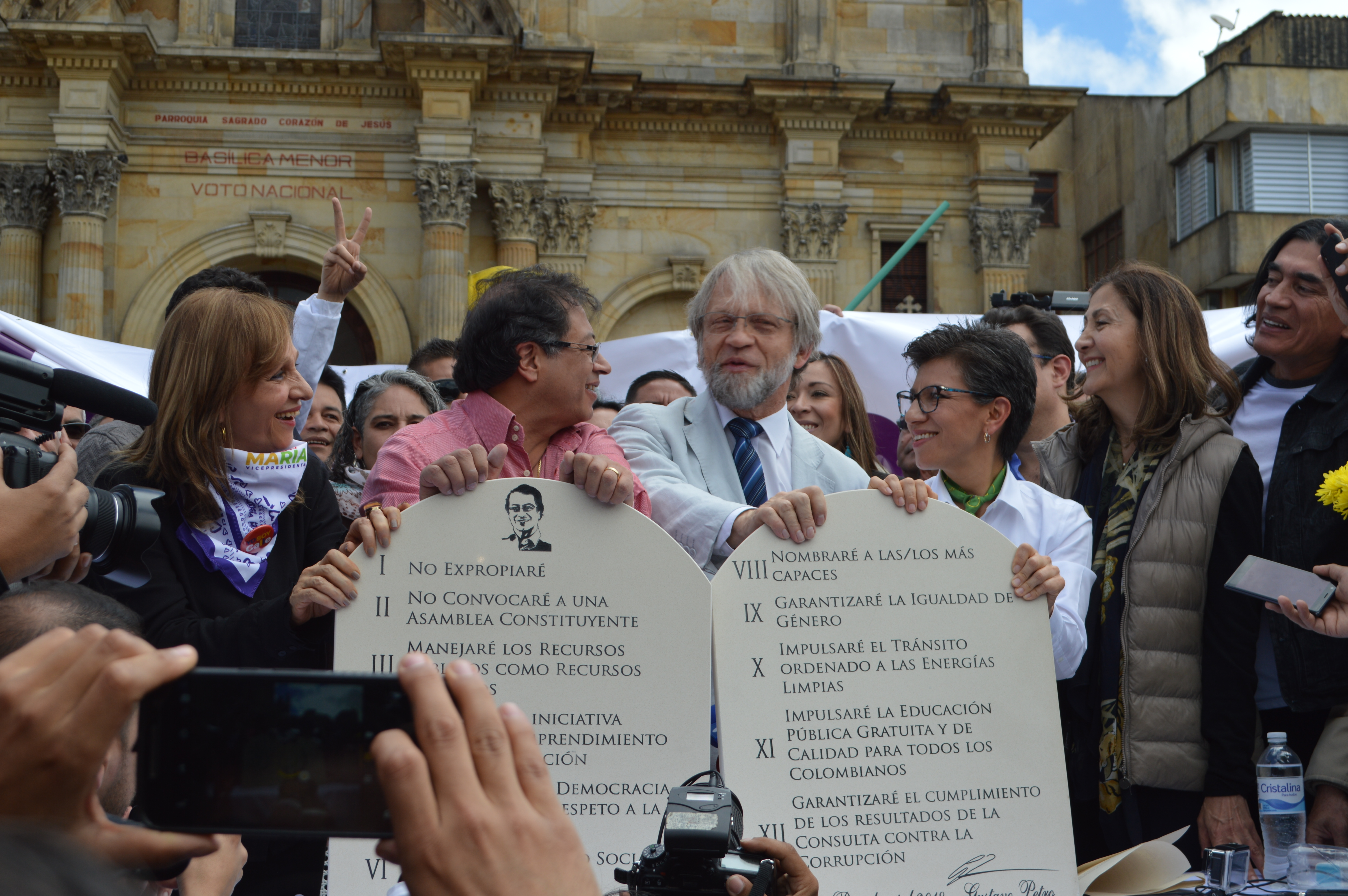
Mockus y Claudia López anunciado que votarán por Gustavo Petro para la segunda vuelta Presidencial de Colombia, que se llevó a cabo el domingo 17 de junio de 2018.

#### Regreso del Partido Verde y encabeza su candidatura al Senado de la República
El presidente de la Alianza Verde, Jorge Iván Ospina, confirmó que el exalcalde de Bogotá y excandidato presidencial Antanas Mockus encabezará la lista al Senado de esa colectividad en las elecciones de 2018. Se encuentra a la espera de un posible fallo del CNE, en el cual se puede declarar nula su elección por ser el representante legal de una empresa contratista del Estado.
Durante la apertura del Congreso de la República de Colombia Mockus realizó un calvo ante sus compañeros de sala durante el discurso de salida del presidente del Congreso Efraín Cepeda. Según Mockus esto lo realizó porque los asistentes de la sala no ponía atención al discurso de Cepeda: «Me perdonan la repetición, pero no se me ocurrió nada mejor en ese momento. Lo que sí era clave era no dejar pasar ese momento. Es una costumbre que hay que cambiar y las costumbres se cambian, a veces, con intervenciones puntuales que tratan de ser pedagógicas.»,

## Vida privada
Mockus está casado con Adriana Córdoba. Tiene cuatro hijos Audra, Manuel José, Laima y Dala. Ha negado ser ateo y se considera católico.
En 2010, durante la campaña presidencial, Mockus le reveló que padecía la enfermedad de Parkinson. En 2019 fue sometido a una intervención quirúrgica que le fue practicada para tratar su enfermedad.
Durante una entrevista de 2016, Mockus manifestó haber sido víctima de abuso sexual por parte de un galerista.

## Controversias
Según la opinión de Mockus, en el caso de Dilan Cruz no hubo un asesinato, pasando por alto el dictamen de medicina legal.
En su primera alcaldía intentó vender la Empresa de telecomunicaciones de Bogotá (ETB).

## Obras
- Las Fronteras de la escuela : articulaciones entre conocimiento escolar y conocimiento extraescolar, 1995
- Descentralización y orden público, 1997
- Educación para la paz: una pedagogía para consolidar la democracia social y participativa, 1999
- Transformación social y Transformación de la universidad, 2001
- Caracterización de la violencia homicida en Bogotá: informe final, 2002
- Cumplir para convivir: factores de convivencia y tipos de jóvenes por su relación con normas y acuerdos, 2003
- Pensar la universidad, 2012
- Antípodas de la violencia: Desafíos de cultura ciudadana para la crisis de (in)seguridad en América Latina, 2012